# 努登舍爾德冰川
54°22′S 36°22′W / 54.367°S 36.367°W
努登舍爾德冰川是南極洲的冰川，位於南喬治亞島北岸，最終注入昆伯蘭東灣，該冰川以瑞典探險家奧托·努登舍爾德命名。

## 外部連結
- Photograph of the terminal face of the glacier（页面存档备份，存于）